# Lista över rollfigurer i Sopranos
Lista över rollfigurer i TV-serien Sopranos.

## Närmaste familjen

### Tony Soprano
Tony Soprano spelas av James Gandolfini och är familjens överhuvud.
Han är gift med Carmela, har två barn Meadow och Anthony Jr.. Tonys mamma Livia Soprano, var med i de två första säsongerna, och hon försökte ta död på sin son. Den officiella ledaren för maffiafamiljen är Corrado Junior Soprano, men det är egentligen Tony som styr verksamheten.
Tony har två systrar, Janice och Barbara Soprano.

### Carmela Soprano
Carmela Soprano spelas av Edie Falco och är Tonys fru. Carmela är trogen sin man, trots att hon vet att Tony har haft många älskarinnor. Hon är starkt troende katolik och skulle nog helst vilja att familjen levde ett annorlunda liv. Carmela har med sin man två barn, Meadow och Anthony Jr.. Hennes föräldrar är Mary Pellegrino och Hugh DeAngelis.

### Meadow Soprano
Meadow Soprano spelas av Jamie-Lynn Sigler och är Tony och Carmelas dotter.
Meadow studerar på Columbia University och skulle nog helst vara så långt bort som möjligt från sin far. Under den tredje säsongen har Meadow en romans med Jackie Jr. Aprile som slutar olyckligt när han dör.

### Anthony "A.J." Soprano Jr.
Anthony Jr. Soprano, A.J, är son till Tony Soprano och Carmela Soprano och spelas av Robert Iler. Det dröjer till andra säsongen innan Anthony förstår vad hans far håller på med. Anthony är stökig i skolan och hans fars försök att uppfostra honom gör att hans liv bara blir värre. I tredje säsongen blir han relegerad från sin skola, eftersom han gjort inbrott i skolan.  Anthony blir därför sänd till militärskola, där han, precis som sin far, får panikångest. Den enda han har att prata med i familjen är sin syster Meadow.

### Corrado "Junior" Soprano
Corrado "Junior" Soprano spelas av Dominic Chianese och är Tony Sopranos farbror.
Corrado "Junior" Soprano (ibland bara Uncle Junior eller Uncle Jun) är den officiella bossen i serien Sopranos och Corrado spelas av Dominic Chianese. Junior är svårt sjuk och har husarrest, vilket betyder att brorsonen Tony Soprano har den egentliga makten. Han trogne tjänare är Bobby 'Bacala' Baccalieri, som hjälper honom med allt i husarresten. Junior utnyttjades av Livia Soprano när hon försökte döda sin son (Tony Soprano).

### Livia Soprano
Livia Soprano spelas av Nancy Marchand och är Tony Sopranos mor. Livia var gift med Tonys far Johnny Boy Soprano, som tidigare var boss för familjen. Livia dör i den tredje säsongen till Tonys glädje, eftersom hon försökt döda honom med hjälp av Corrado Junior Soprano. Livia är även mor till Janice och Barbara Soprano.

### John Francis "Johnny Boy" Soprano
John Francis "Johnny Boy" Soprano spelas av Joseph Siravo och var Tony Sopranos far. Johnny Boy har bröderna Corrado och Ercoli "Eckley" Soprano. Han var gift med Livia Soprano. Johnny Boy var en av de mest framträdande personerna i DiMeo-familjen, men han dog i lungcancer i början av 1980-talet. Precis som sin son sägs det att Johnny Boy haft återkommande panikattacker. 

### Janice Soprano
Janice Soprano spelas av Aida Turturro och är Tonys äldre syster.
Hon har bott en lång tid i Kalifornien, där hon sysslat med musik och droger. Janice och Tony kommer inte särskilt bra överens, främst när det gäller deras mor Livia Soprano. Janice återvände när hennes mor började bli dålig och räknade, efter moderns död, med att ärva en stor summa pengar. Även i fjärde säsongen är Janice med; hennes drogmissbruk verkar öka och en relation till Ralph Cifaretto inledds.

### Barbara Soprano
Barbara Soprano är yngre syster till Tony och Janice Soprano. Barbara bor i Brewster, New York, och är gift med affärsmannen Tom Giglione och har med honom två söner. De gånger Barbara har förekommit i serien har hon varit med på begravningar och bröllop.

### Tony Blundetto
Tony Blundetto spelas av Steve Buscemi och är Tonys kusin.

### Ralph Cifaretto
Ralph Cifaretto är nybliven capo i Sopranos och Ralph spelas av Joe Pantoliano. Ralph har många fiender och Tony Soprano gillar honom inte heller, trots att han drar in stora pengar. Nästan alla i serien hyser agg mot Ralph, men han och Paulie Walnuts har extra ont öga till varandra. Ralph är en bidragande orsak till Jackie Jr. Aprile död (han beordrar att han ska dö), eftersom han, trots att han är tillsammans med Rosalie Aprile, har givit Jackie vapen och droger).

### Christopher Moltisanti

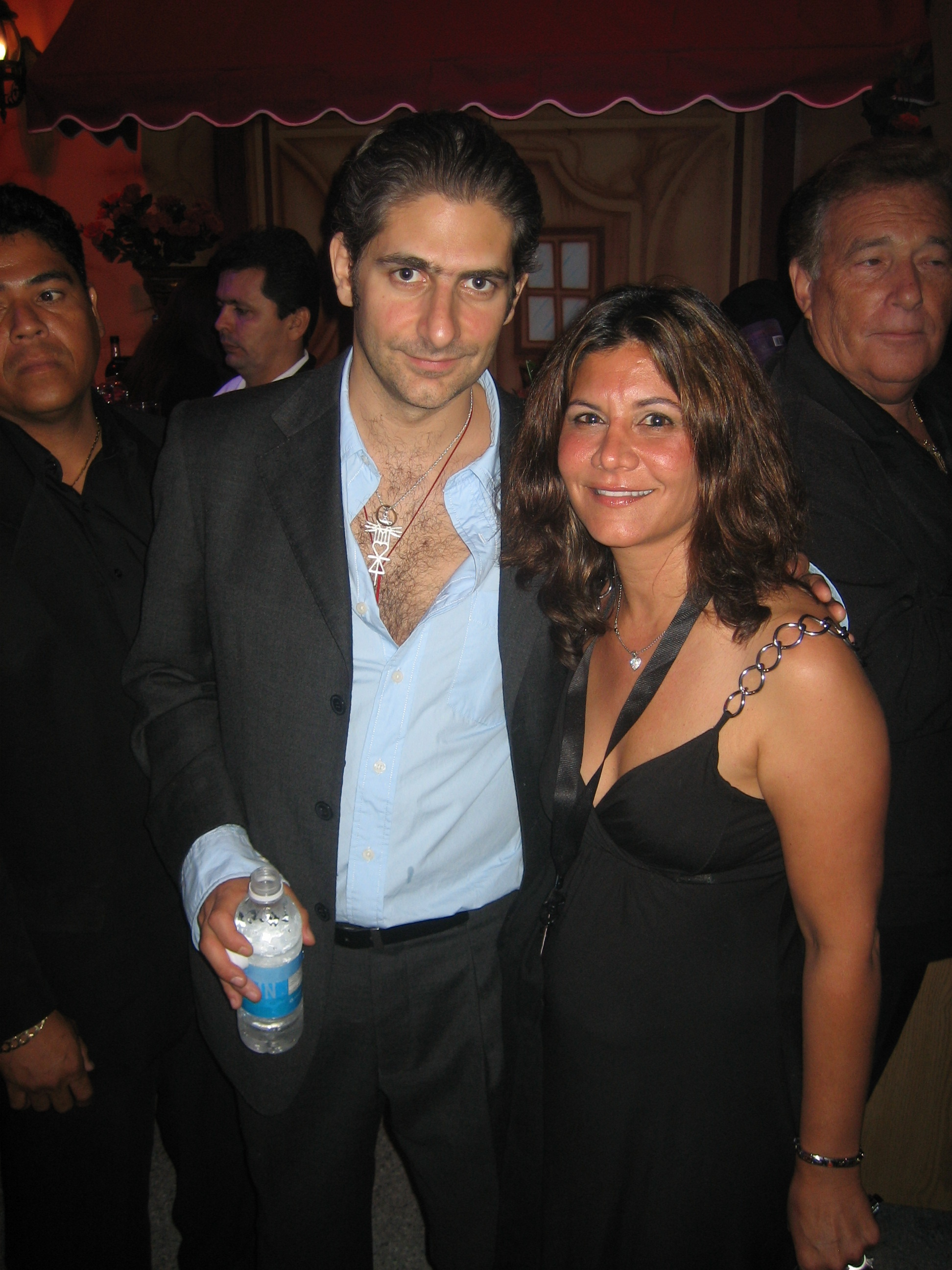
Christopher Moltisanti spelas av Michael Imperioli.

Christopher Moltisanti, som spelas av Michael Imperioli, är en släkting till Carmela Soprano, men Tony älskar honom som om han vore hans son. Han kallas Chris eller Chrissy och blir medlem i DiMeo-familjen i den tredje säsongen i serien. I fjärde säsongen mördar Chris, på order av Tony, den polis som sköt hans far, Dickie Moltisanti, till döds. Han missbrukar droger och alkohol, men försöker att bli ren. Hans flickvän Adriana La Cerva riskerar att få fängelse, och försöker få Chris att vittna mot maffian, men han väljer istället att berätta för Tony, och Adriana blir dödad. Men Christopher har med tiden börjat hata Tony bland annat för att Christopher inte tycker att Tony någonsin visat någon uppskattning för att han berättat om Adriana, dessutom tror Cristopher att Tony var otrogen med Adriana efter en händelse i säsong 5. I den sjätte säsongen råkar Chris ut för en bilolycka och bilen som han och Tony färdas i hamnar till slut vid sidan av vägen. Chris sitter nu svårt skadad i bilen i väntan på hjälp, han berättar nu för Tony att han börjat med droger igen. Tony blir efter denna bekännelse så besviken och arg att han kväver Chris till döds.

### Richard "Dickie" Moltisanti
Richard 'Dickie' Moltisanti var far till Christopher Moltisanti. Dickie var själv mycket god vän och medlem i Tony Sopranos gäng. Han blev mördad någon gång under 1980-talet då han sköts utanför sitt hem, då Christopher var mycket liten. Mördaren var Barry Haydu, en ordningspolis från Clifton-polisen, som mördade Dickie på beställning av Jilly Rufalos som hade ouppklarade affärer med Dickie.

### Adriana "Ade" La Cerva
Adriana La Cerva är Christopher Moltisantis flickvän och hon spelas av Drea De Matteo. Adriana är också ägare till klubben Crazy Horse i Belleville.
Hon blir senare i serien avrättad på grund av samarbete med FBI.

## Maffia-medlemmar

### Silvio "Sil" Dante
Silvio Dante spelas av Steven Van Zandt och är Tony Sopranos consigliere och närmaste man. Silvio, Tony och Jackie Sr. Aprile, familjens tidigare boss, har varit vänner sedan barndomen och blev tillsammans invigda i maffian för att de som unga visat sig värdiga genom att tillsammans råna ett kortspel arrangerat av Feech La Manna, en soldat i familjen. Silvio är föreståndare för strippklubben Bada Bing. Dante är alltid lojal mot Tony, som i sin tur litar på honom fullt ut. Silvio pratar som man gjorde på 1950-talet och har många kontakter med människor i nöjesbranschen. Silvio är väldigt tystlåten och håller sig mycket för sig själv men han kan också vara mycket brutal när det väl gäller. 
Silvios dotter Heather gick i samma klass som Meadow Soprano. Silvio klär sig nästan alltid i riktigt flotta kostymer och har en allmänt elegant stil. Han skulle till exempel aldrig klä sig i träningsoverall, som de flesta andra i sopranosgänget gör. Han är också väldigt känslig när det gäller den italiensk-amerikanska kulturen och dess rättigheter.

### Peter Paul "Paulie Walnuts" Gualtieri
Peter Paul "Paulie Walnuts" Gualtieri är Tony Sopranos underboss i serien Sopranos och han spelas av Tony Sirico. Paulie är aggressiv och har begått många mord på order av Tony Soprano. Han är alltid lojal mot Tony, trots att Tony går till en terapeut (Dr. Jennifer Melfi). Paulies mål ända sedan barn har varit att bli medlem i maffian, och det har gjort att han utvecklat en aggressiv natur, vilket hjälpt honom att slå ner allt motstånd. Han känns igen på sitt vita hår vid tinningarna och sin klädsel, som nästan alltid består av träningsoverall med vita skor.
Smeknamnet Walnuts kommer ifrån att han som ung på 1960-talet kapade en lastbil han trodde det var tv-apparater i, till han förvåning innehöll lastutrymmet bara valnötter.

### Bobby "Bacala" Baccalieri
Bobby "Bacala" Baccalieri är capo i maffiaserien Sopranos och spelas av Steven R. Schirripa. Bobby är capo under Corrado Junior Soprano och han har tre underlydande, Murf Lupo, Beppy Scerbo och Chucky Signore (död). Det Bobby gör i serien är främst att hjälpa Junior med sitt dagliga liv, eftersom Junior är sjuk och sitter i husarrest.
Bobby gifter sig i fjärde säsongen med Tonys syster Janice.

### Vito Spatafore
Vito Spatafore spelas av Joseph Gannascoli och är capo i Tony Sopranos organisation. Det visar sig att han är homosexuell vilket är helt oacceptabelt enligt maffians kultur. Han mördas på order av Phil Leotardo.

### Furio Giunta
Furio Giunta är en av Paulie Walnuts soldater i Sopranos och spelas av Federico Castelluccio. Furio är direktimporterad från den italienska maffian och kan bäst beskrivas som en torped som gör det smutsiga arbetet. I den tredje säsongen blir Furio skjuten när Jackie Jr. Aprile rånar ett pokerparti.
I säsong 4 blir Furio kär i Carmela, Tony Sopranos fru. Känslorna är ömsesidiga, men båda förstår att det aldrig kan bli något. Dessa känslor gör till slut att Furio går i exil.

### Salvatore "Big Pussy" Bonpensiero
Sal "Big Pussy" Bonpensiero är maffiasoldat och lyder direkt under Paulie Walnuts och Tony Soprano i TV-serien Sopranos. Pussy spelas av Vincent Pastore. Pussy var storebrodern som Tony aldrig hade, men som svek honom, eftersom han samarbetat med polisen. Pussy svek alltså familjen, vilket gjorde att han omedelbart blev avrättad.

### Herman "Hesh" Rabkin
Herman "Hesh" Rabkin spelas av Jerry Adler och är Tony Sopranos rådgivare och vän. Hans judiska påbrå gör att han aldrig kan bli fullvärdig medlem i familjen, men som rådgivare till först Tonys far Johnny Boy Soprano och sen Tony är han därför en av de viktigaste personerna i Tonys gäng. Hesh var i skivindustrin och har tjänat stora pengar på att producera unga svarta musikers låtar, vilket senare har lett till trubbel, eftersom Hesh har behållit alla royalties.

### Patsy Parisi
Patsy Parisi spelas av Dan Grimaldi och är en soldat i DiMeo-familjen.

### Mikey Palmice
Mikey Palmice var Juniors närmaste man. Han avrättade Brendan Filone som var Christopher Moltisantis bästa vän.
men efter mordförsöket på Tony Soprano sköts han av Paulie Walnuts och Christopher Moltisanti.

## Lupertazzifamiljen

### John Sacrimoni
John Sacrimoni, alias Johnny Sack, spelas av Vincent Curatola och var New York-baserade maffiafamiljen Lupertazzis boss från och med Carmine Lupertazzi Sr:s död 2004 (av naturliga orsaker) fram till dess att han blev arresterad av FBI samma år. Under sin vistelse i fängelset drabbades han av lungcancer och avled.

### Phil Leotardo
Phil Leotardo spelas av Frank Vincent och var capo i Lupertazzifamiljen och underställd "Johnny Sack". Under Sacrimonis fängelsevistelse var Leotardo tillförordnad capo regime (boss). Då Sacrimoni dog avstod han från att bli boss, vilket lämnade ett maktvakuum inom familjen, som oundvikligen ledde till inbördes strider. Leotardo ångrade sig sedan och lyckades, genom mordet på den närmaste konkurrenten Doc Santoro, bli Lupertazzifamiljens capo regime.

## Övriga

### Dr. Jennifer Melfi
Dr. Jennifer Melfi spelas av Lorraine Bracco är Tony Sopranos terapeut.
Melfi försöker även hjälpa Tony Soprano och Carmela Soprano i deras ibland skakiga äktenskap. Dr. Melfi spelar en viktig roll i serien och är med i stort sett vartenda avsnitt. I säsong 6 avsnitt 20 misstänker Dr. Melfi att Tony är sociopat och vill därför inte ha Tony som patient eftersom undersökningar visar att terapi inte hjälper på kriminella sociopater.

### Gloria Trillo
Gloria Trillo spelas av Annabella Sciorra och är en bilförsäljare som blev Tony Sopranos älskarinna efter att de stött på varandra på Dr. Melfis mottagning.
Gloria begår sedan självmord när Tony avslutar deras förhållande.

### Artie Bucco
Artie Bucco är en av Tony Sopranos närmaste vänner, de har känt varandra sen high school. Artie, som äger en restaurang (Nuovo Vesuvio Restaurant), vill egentligen ha så lite som möjligt att göra med sin barndomsväns affärer. Tony beordrar i första säsongen att Arties restaurang ska sprängas för att Arties rykte inte ska förstöras, men hjälper sen till att bygga upp en ny rörelse. Artie är gift med Charmaine Bucco i de två första säsongerna, men i tredje säsongen skiljer de sig. De fortsätter dock att sköta restaurangen tillsammans. Anledningen till separationen är bland annat att Artie flörtar med Adriana La Cerva, vilket är mycket farligt.

### Charmaine Bucco
Charmaine Bucco var tidigare gift med Artie Bucco och hon spelas av Kathrine Narducci. Hon och hennes man driver, trots sin separation, fortfarande restaurangen Nuovo Vesuvio Restaurant tillsammans. Den främsta anledningen till separationen var att Charmaine varit emot Arties kontakt med Tony Soprano.

## Släktträd

### Sopranos släktträd
```
Faustino Pollio
---
Teresa Pollio
                             
Corrado Soprano Sr.
---
Mariangela D'Agostino

             
|
                                                                  
|

             
|
                                                                  
|

Gemma Pollio
-
Settima Pollio
-
Quintina Pollio
-
Livia Soprano
---
Johnny Boy Soprano
-
Ercoli "Eckley" Soprano
-
Corrado Junior Soprano

                                                          
|
                                
DeAngelis

                                                          
|
                                    
|

                                
Tom Giglione
---
Barbara Soprano
-
Janice Soprano
-
Tony Soprano
---
Carmela Soprano

                                                                                           
|

                                                                                           
|

                                                                         
Anthony Jr. Soprano
-
Meadow Soprano
```

### DeAngelis släktträd
```
         
Orazio DeAngelis
---
Concetta Sposato

                          
|

                          
|

Mary Pellegrino
---
Hugh DeAngelis
  
Lena Moltisanti
---
Joseph Moltisanti

              
|
                                            
|

    
Sopranos

       
|
      
|
                                            
|

  
Tony Soprano
---
Carmela Soprano
       
Joanne Blundetto
---
Richard 'Dickie' Moltisanti

                
|
                                          
|
 
                
|
                                          
|
 

Anthony Jr. Soprano
-
Meadow Soprano
             
Christopher Moltisanti
---
Adriana La Cerva
<----
Liz La Cerva
```

### Sopranos gäng
```
Boss
:
                                 
Mikey Palmice
<-
Corrado Junior Soprano
->->->->->->->->->->->->->->
                                                                 
|
                                    
|

                                               
Silvio Dante
<-
Tony Soprano
 
(Verklig boss)

                                                                 
|
                                    
|

Capos
:
 
Jimmy Altieri
<-
Carlo Gervasi
-
Raymond Curto
-
Paulie Walnuts
        
Bobby 'Bacala' Baccilieri
-
Philly 'Spoons' Parisi

                                                                 
|
                              
|

Soldater
:
Furio Giunta
-
Sal 'Big Pussy' Bonpensiero
-
Patsy Parisi
-
Christopher Moltisanti
  
Murf Lupo
-
Beppy Scerbo
-
Chucky Signore

                                                                             
|

Medhjälpare
:
                                    
Li'l Paulie Germani
-
Benny Fazio
```

### Apriles gäng
```
Boss
:
                                              
Jackie Sr. Aprile

                                                            
|

Capos
:
                      
Ralph Cifaretto
-
Gigi Cestone
<-<-->->
Albert 'Ally Boy' Barese
-
Larry Boy Barese

                                     
|

Soldater
                    
Richie Aprile
-
Eugene Pontecorvo

                                     
|

Medhjälpare
:
               
Jackie Jr. Aprile
-
Vito Spatafore
-
Donny K
```